# Związek Polaków w Niemczech
Związek Polaków w Niemczech (ZPwN, niem. Bund der Polen in Deutschland e.V.) – organizacja polonijna w Niemczech, istniejąca od 1922 roku.

## Historia

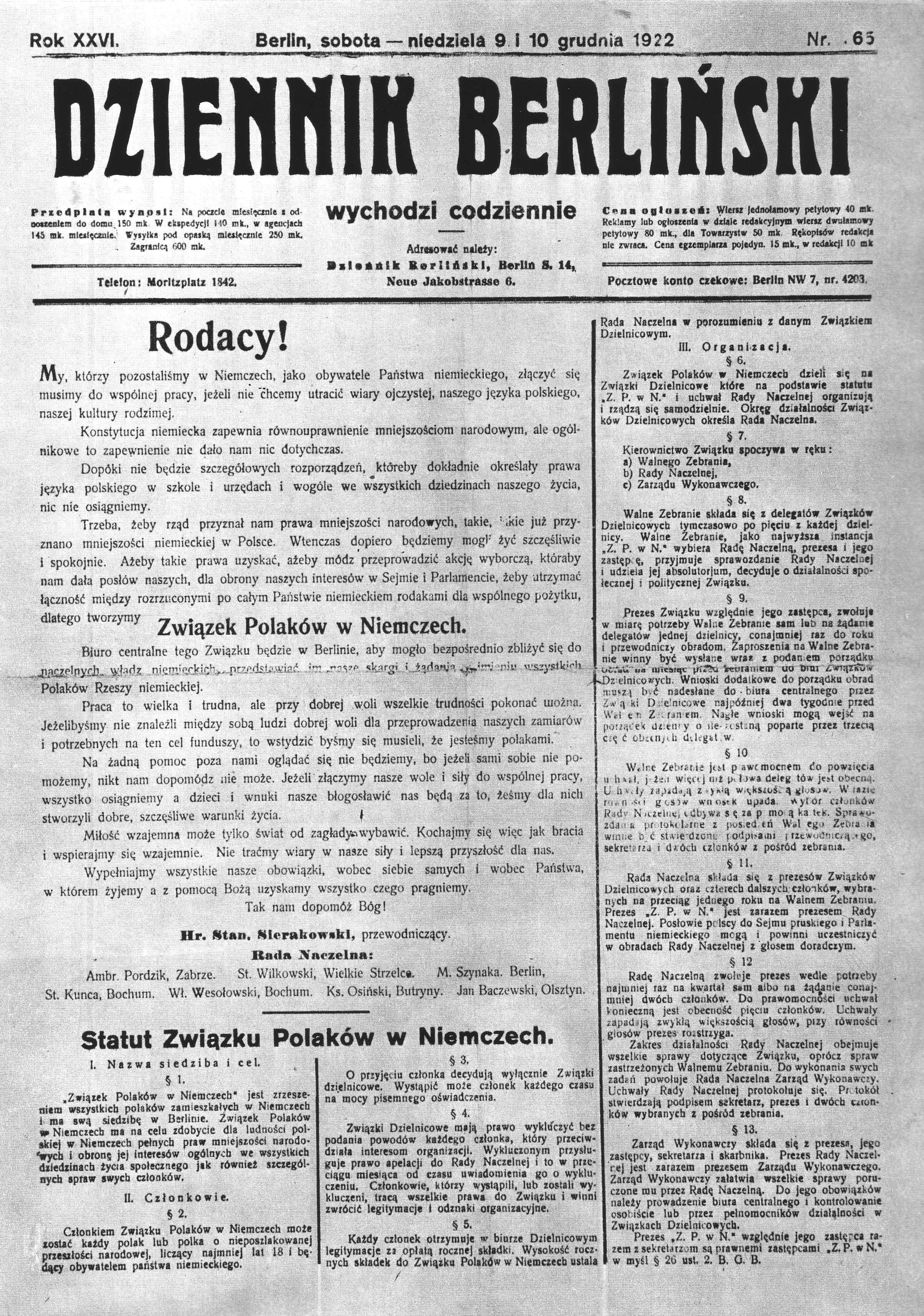
Pierwsza strona „Dziennika Berlińskiego” z dnia 9–10 grudnia 1922 roku, publikująca odezwę do Polaków w Niemczech oraz statut Związku zarejestrowany 3 grudnia 1922 roku przez sąd

Organizacja została założona 27 sierpnia 1922 roku. Jej siedzibą do września 1939 roku była nieruchomość znajdująca się w Berlinie pod adresem Potsdamerstraße 118b, Berlin W35. Zgodnie z pruskimi przepisami dopiero po zatwierdzeniu statutu, co nastąpiło 3 grudnia 1922 roku, Związek mógł formalnie rozpocząć działalność. Pierwszym prezesem związku został Stanisław Sierakowski, jego zastępcą Stanisław Kunca, a kierownikiem naczelnym dr Jan Kaczmarek z Westfalii. W nowo powstałym związku główną rolę odgrywał Jan Baczewski, przedstawiciel mniejszości polskiej z terenów Prus Wschodnich, oraz Jan Kaczmarek. Długoletnim radcą prawnym i syndykiem Związku był Brunon Openkowski.
6 marca 1938 r. podczas I Kongresu Związku Polaków w Niemczech, który się odbył w Teatrze Ludowym (Theater des Volkes) w Berlinie, uchwalono Pięć prawd Polaka, które stanowiły ideową podstawę działalności związku. W Kongresie wzięło udział 5 tys. delegatów.

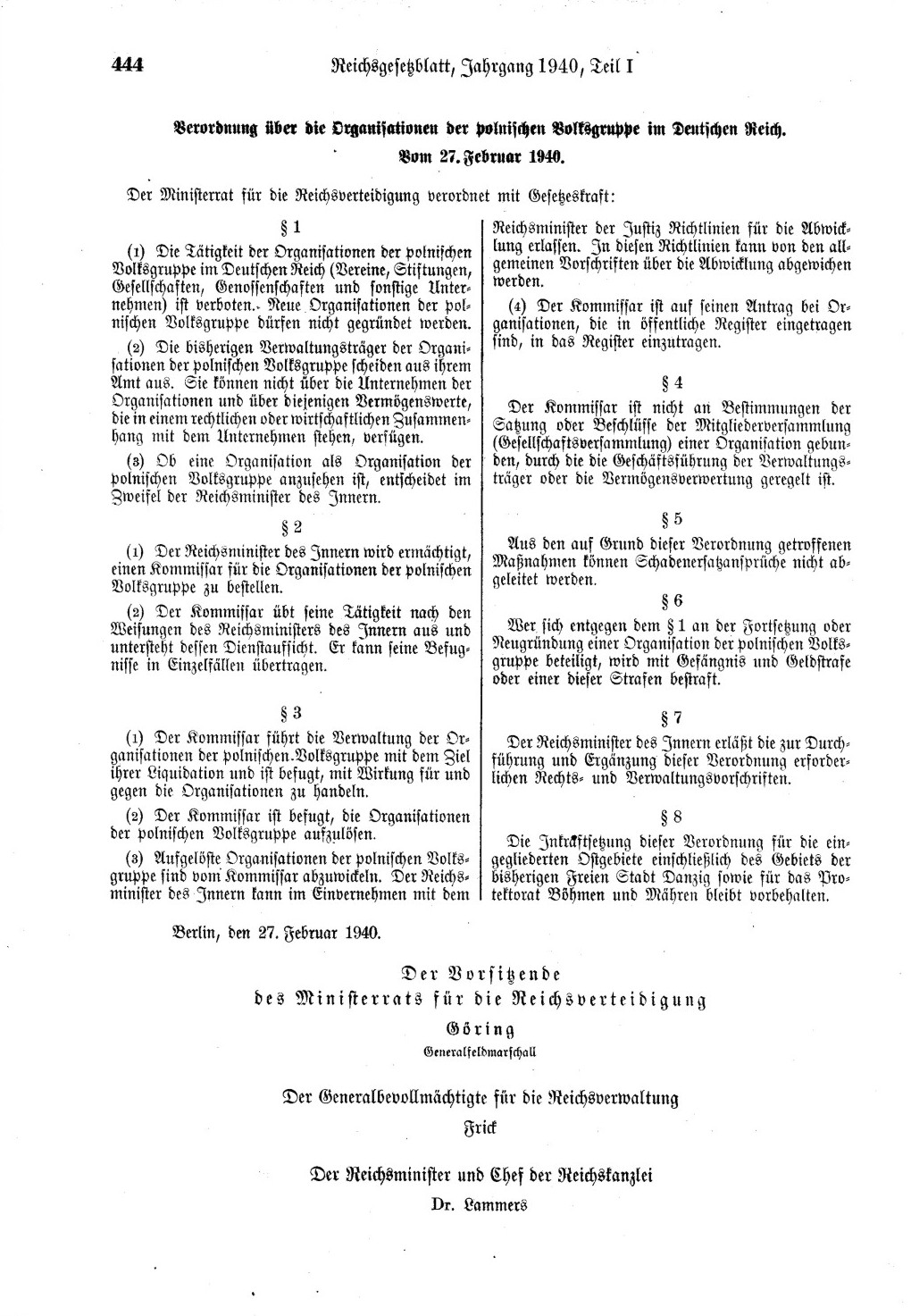
Kopia strony 444, Dziennika Ustaw nr 39, z 2 marca 1940 „Verordnung über die Organisationen der polnischen Volksgruppe im Deutschen Reich” pol. „Rozporządzenie o organizacjach polskiej grupy narodowej w Rzeszy Niemieckiej”

Z chwilą wybuchu II wojny światowej rozpoczęły się aresztowania członków. Na podstawie Rozporządzenia Rady Ministrów dla obrony III Rzeszy z dnia 27 lutego 1940 r. związek został zdelegalizowany, a jego majątek skonfiskowany. Część działaczy rozstrzelano, a ok. 1200 członków uwięziono w obozach koncentracyjnych. Całkowitą liczbę prześladowanych szacuje się na co najmniej 2000 osób.
Straty materialne poniesione przez polską mniejszość narodową w Niemczech spowodowane konfiskatą majątku wyceniane są na co najmniej 8,45 miliona reichsmarek.
Po wojnie w 1945 roku związek wznowił działalność w zachodniej strefie okupacyjnej Niemiec. W 1950 roku ZPwN został zarejestrowany w RFN, początkowo z siedzibą we Frankfurcie nad Menem, a od 1956 roku siedzibą Związku Polaków w Niemczech jest Bochum. W 1950 roku, w wyniku rozłamu na tle stosunku do komunistycznych władz ówczesnej Polski, powstał Związek Polaków „Zgoda”, utrzymujący stosunki z PRL. Do chwili obecnej Polacy nie odzyskali oficjalnego statusu mniejszości narodowej w Niemczech, który został im odebrany przez nazistowskie władze III Rzeszy.

### Organizacja i liczebność
Pierwotnie ZPwN podzielono na cztery dzielnice, które organizowano od grudnia 1922 roku do października 1923 roku. Pierwsza ukonstytuowała się Dzielnica III, 24 grudnia 1922 roku w Bochum. Jej prezesem został Stanisław Kunca, a w skład zarządu weszli Michał Wesołowski, Wacław Jankowski, Jan Drukarczyk i Franciszek Mąka. Jako druga, 1 stycznia 1923 roku powstała Dzielnica IV z siedzibą w Olsztynie. Jej prezesem został ksiądz Wacław Osiński, a kierownikiem Jan Baczewski. Dzielnica II założona została 14 stycznia 1923 roku w Berlinie. Jej prezesem został Andrzej Zydora a kierownikiem Paweł Ledwolorz. Dzielnica I ukonstytuowała się 18 lutego 1923 roku w Bytomiu (siedzibę przeniesiono do Opola). Jej prezesem został Kazimierz Malczewski, a kierownikiem Stefan Szczepaniak. 10 października 1923 roku jak ostatnią wyodrębniono Dzielnicę V z siedzibą w Złotowie obejmującą tereny Pogranicza, a w 1928 roku przyłączono Dolny Śląsk do I Dzielnicy. Jej prezesem został ksiądz dr Bolesław Domański, a kierownikiem Izydor Maćkowicz.
Liczebność organizacji była zmienna. Według powojennych szacunków dokonanych na podstawie zachowanych archiwów w połowie 1924 roku organizacja liczyła ok. 32 000 osób. Według zachowanych danych liczba członków organizacji wynosiła w poszczególnych dzielnicach organizacyjnych:
- Dzielnica I z siedzibą w Opolu (obejmowała tereny Śląska Opolskiego) – 5100 członków zgrupowanych w 104 kołach co dawało w sumie 16,5% ogólnej sumy członków organizacji,
- Dzielnica II (Berlin, objęła Brandenburgię z Berlinem, Saksonię, Hamburg, Dolny Śląsk, Pomorze i Marchię Graniczną Poznań-Prusy Zachodnie) – liczyła 6200 członków, w sumie 20% ogólnej sumy członków.
- Dzielnica III (Bochum, obejmowała Westfalię, Nadrenię, Badenię i Palatynat) – w 160 kołach 13 000 członków, dając ok. 45% ogólnej sumy.
- Dzielnica IV (Olsztyn, Prusy Wschodnie: Warmia, Mazury i Powiśle) – prawie 4000 członków – 12% ogólnej sumy.
- Dzielnica V (Pogranicze z siedzibą w Złotowie) – 2700 członków – 6% ogólnej sumy członków[13].

### Znak Rodła

Rodło z liściem lipowym – odznaka młodzieży polskiej w Niemczech

W 1933 roku związek za swój symbol przyjął znak rodła zaprojektowany przez polską artystkę Janinę Kłopocką.

#### Kapituła Znaku Rodła
26 marca 2014 roku uchwałą Zarządu Głównego Bund der Polen in Deutschland e.V. powołano Kapitułę Znaku w celu pełnienia roli Depozytariusza Znaku Rodła, przyjmując zadanie strzeżenia i promowania tradycji powstania Rodła, jego funkcjonowaniem i znaczeniem wśród Polonii, bezpośrednio nawiązując do roli jaką Związek Polaków w Niemczech odgrywał na polu działalności społecznej, poprzez kontynuowanie poczucia jedności wśród Polonii niemieckiej, zebranej pod Znakiem Rodła.

### Działalność

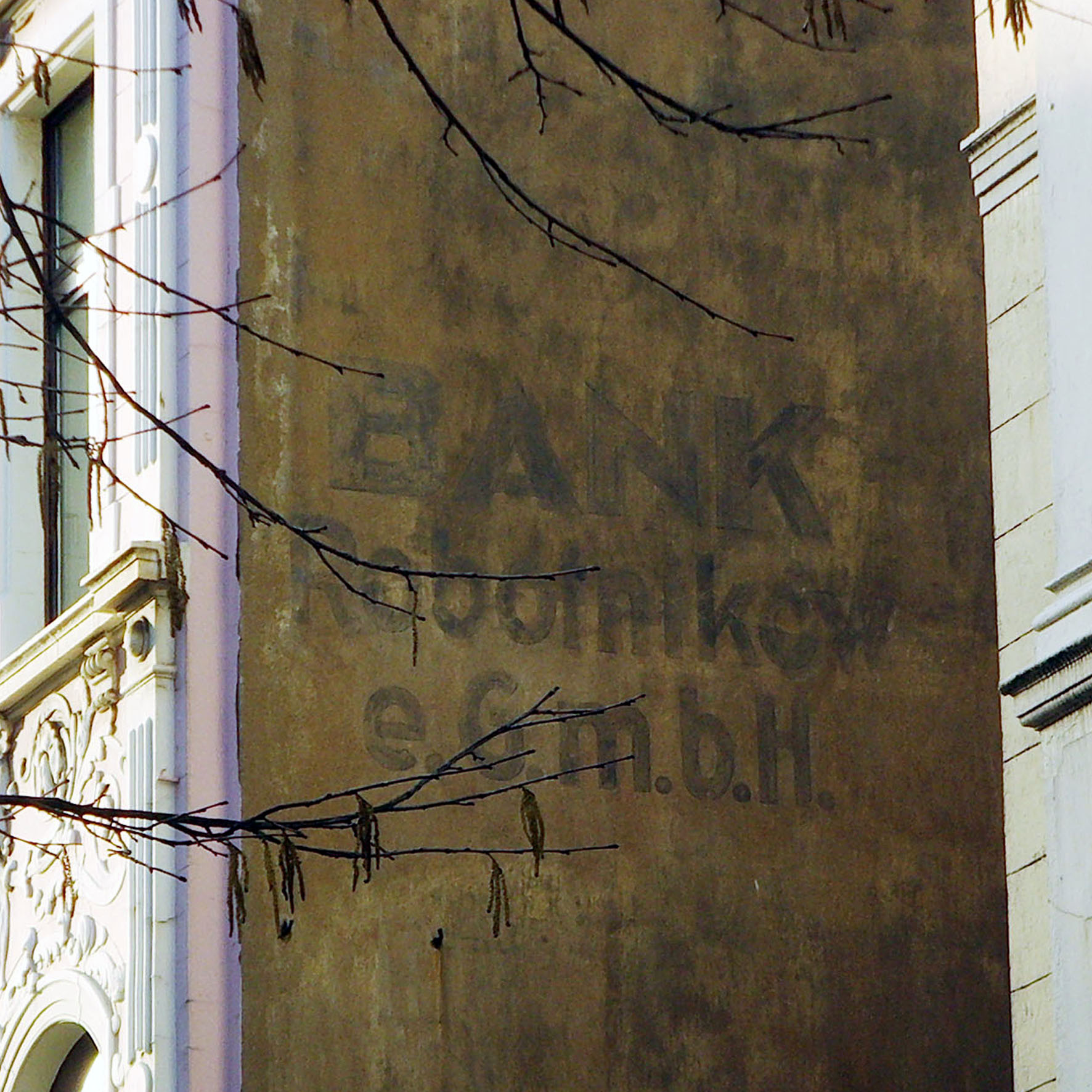
Zachowana reklama w języku polskim Banku Robotników w Bochum, obecnie siedziba ZG ZPwN „Dom Polski”

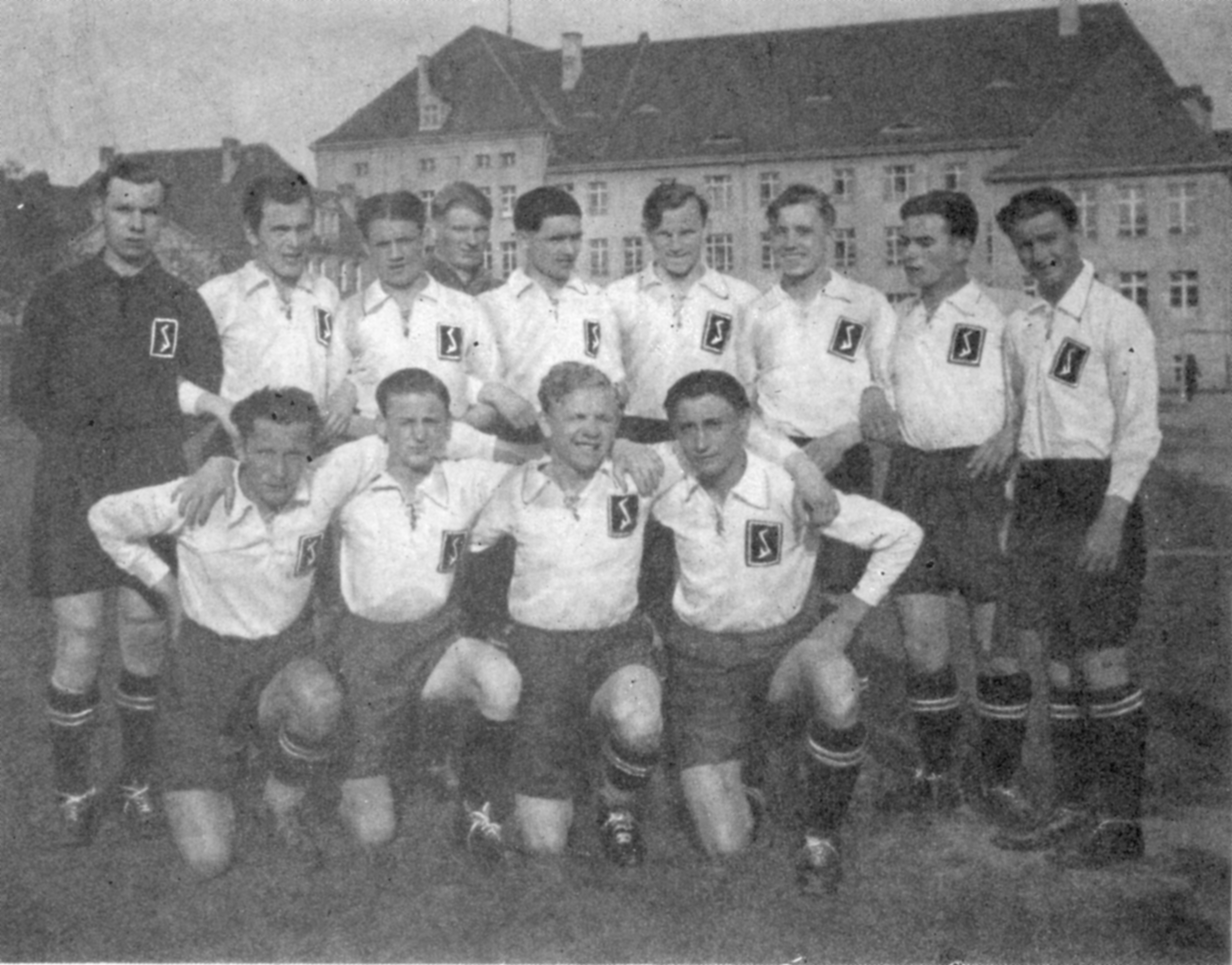
Reprezentacyjna drużyna piłki nożnej Związku Polaków w Niemczech, składała się z uczniów Polskiego Gimnazjum w Bytomiu, wystawiono ją na Polonijne Igrzyska Sportowe w Warszawie w 1934 roku

Związek prowadził działalność kulturalną, gospodarczą i polityczną, miał swoich reprezentantów w Sejmie pruskim, sejmikach krajowych i radach miejskich. Organizacja angażowała się w ochronę interesów polskiej mniejszości narodowej w Niemczech, a także w ochronę polskiego dziedzictwa kulturowego jakie znajdowało się w granicach Niemiec. Dzięki ostrym sprzeciwom polskiego mieszczaństwa w Opolu oraz działaczy związku, udało się dla przykładu zachować niektóre elementy średniowiecznego Zamku Piastowskiego w Opolu, tzw. Wieżę Piastowską.
Organizacja była też inicjatorem powstania działającego do 1939 roku Związku Mniejszości Narodowych w Niemczech, mającego reprezentować interesy społeczności polskiej, serbołużyckiej, duńskiej, fryzyjskiej i litewskiej. Ze związkiem współpracowali przed wojną działacze narodowi z Łużyc, m.in. Jan Skala i Měrćin Nowak-Njechorński, należący do grupy etnicznej Serbołużyczan – słowiańskiej mniejszości w Niemczech.
Z inicjatywy Związku Polaków w Niemczech oraz Związku Spółdzielni Polskich w Niemczech w 1933 powstał Centralny Bank Spółdzielczości Polskiej, tzw. Bank Słowiański z siedzibą w Berlinie, będący centralą finansową wszystkich spółdzielni polskich w Niemczech. Jego obroty na rok przed wybuchem wojny wynosiły 30 426 000 reichsmarek. W okresie III Rzeszy zarządzali nim dyrektor Franciszek Lemańczyk i J. Malewski. Bank ten odegrał bardzo ważną rolę w utrzymaniu i rozszerzeniu polskiego stanu posiadania w Niemczech oraz konsolidacji niemieckiej Polonii. Instytucja ta została zlikwidowana w 1939 roku po agresji na Polskę. Dzięki prężnej działalności niemiecka Polonia miała wówczas swoje struktury gospodarcze, spółki rolno-handlowe, spółdzielnie i zjednoczenia zawodowe, drukarnie, gazety, szkoły, bursy, instytucje opieki socjalnej, stowarzyszenia kulturalne, zespoły artystyczne oraz kluby sportowe.
10 listopada 1937 roku Bank Słowiański wybudował Polskie gimnazjum w Kwidzynie, które było prywatną szkołą z planem nauczania uczelni wyższej oraz z polskim językiem jako językiem wykładowym. Od początku władze niemieckie utrudniały realizację tego projektu. Nie zgodziły się na umiejscowienie szkoły w centrum Kwidzyna przy placu Kornmarktstraße i przesunęły lokalizację na przedmieścia miasta przy ulicy Dousstraße. Chociaż budowę obiektu zakończono już w 1936, to jednak zezwolenia udało się uzyskać dopiero 31 października 1937. W latach 1934–1937 Związek Polaków w Niemczech oraz Związek Towarzystw Szkolnych w Niemczech przeprowadził blisko 100 interwencji w niemieckich urzędach w sprawie otwarcia polskiej szkoły w Kwidzynie.
Członkowie Związku zajmowali się także katalogowaniem przestępstw oraz aktów bezprawia dokonywanych w Niemczech na członkach mniejszości polskiej, udzielały pomocy poszkodowanym i ich rodzinom oraz reprezentowały ich interesy przed wymiarem sprawiedliwości w Republice Weimarskiej oraz w III Rzeszy. Jednym z przykładów była interwencja w sprawie morderstwa dokonanego przez członków pięcioosobowej faszystowskiej bojówki SA z Rokitnicy, którzy 9 sierpnia 1929 roku w miejscowości Potępa zamordowali powstańca śląskiego oraz działacza komunistycznej partii Niemiec Konrada Piecucha. SA-mani pobili go do nieprzytomności gumowymi pałkami oraz kijami bilardowymi, a potem, na oczach jego matki i brata, Reinhold Kotisch zastrzelił go z pistoletu. Co prawda początkowo, w wyniku rozprawy sądowej bojówkarzy skazano na karę śmierci, to wyroku nie wykonano, a zamieniono na więzienie. Obrońca bojówkarzy Hans Frank argumentował, że czyn jakiego się dopuścili oskarżeni zasługuje na pochwałę, ponieważ po pierwsze SA-mani „dwojako zasłużyli się Rzeszy niemieckiej, zabijając po pierwsze Polaka, a po drugie komunistę”. Obrony zbrodniarzy podjął się nawet sam Adolf Hitler, który na łamach prasy hitlerowskiej apelował do skazanych „Moi towarzysze! W obliczu tego potwornego krwawego wyroku łączę się z Wami w uczuciu bezgranicznego przywiązania. Wasze uwolnienie staje się od tej chwili sprawą naszego honoru, a walka z rządem, za którego ten wyrok został wydany naszym obowiązkiem”. Incydent ten został opisany w pamiątkowej księdze śląskiej SA – „Ehrenbuch” w następujący sposób: „W małej wiosce Potępie żył wciąż jeszcze łobuz Piecuch, komunista i powstaniec, który już w roku 1921, w okresie wielkiej tragedii Górnego Śląska, zdradził swoją ojczyznę i był jednym z najgorszych agitatorów. Kilku dzielnych SA-manów nie wytrzymało tego dłużej i Piecucha dosięgnął w końcu zasłużony los”. Związek Polaków w Niemczech złożył w Genewie skargę do Ligi Narodów, ale nie odniosła ona żadnego skutku wobec słabości Ligi. W drugi dzień po dojściu Hitlera do władzy, 1 lutego 1933 roku uroczyście uwolniono z więzienia odpowiedzialnych za morderstwo Piecucha.

### Działalność wydawnicza
Pierwszym miesięcznikiem organizacyjnym Związku Polaków w Niemczech był „Biuletyn Związku Polaków w Niemczech T.z.”, który po raz pierwszy ukazał się 1 lipca 1924 roku. W sumie pod tą nazwą wydano 9 numerów pisma – ostatnie 1 marca 1925 roku. Z dniem 1 kwietnia 1925 roku nazwę zmieniono na „Polak w Niemczech”. Związek wydawał również szereg innych gazet: „Dziennik Berliński”, „Młody Polak w Niemczech”, „Mały Polak w Niemczech”, „Gazeta Olsztyńska”, „Mazur”, „Głos Pogranicza”, „Kaszub”, „Dziennik Raciborski”, „Ogniwo”, „Nowiny Codzienne” i inne.

### Represje

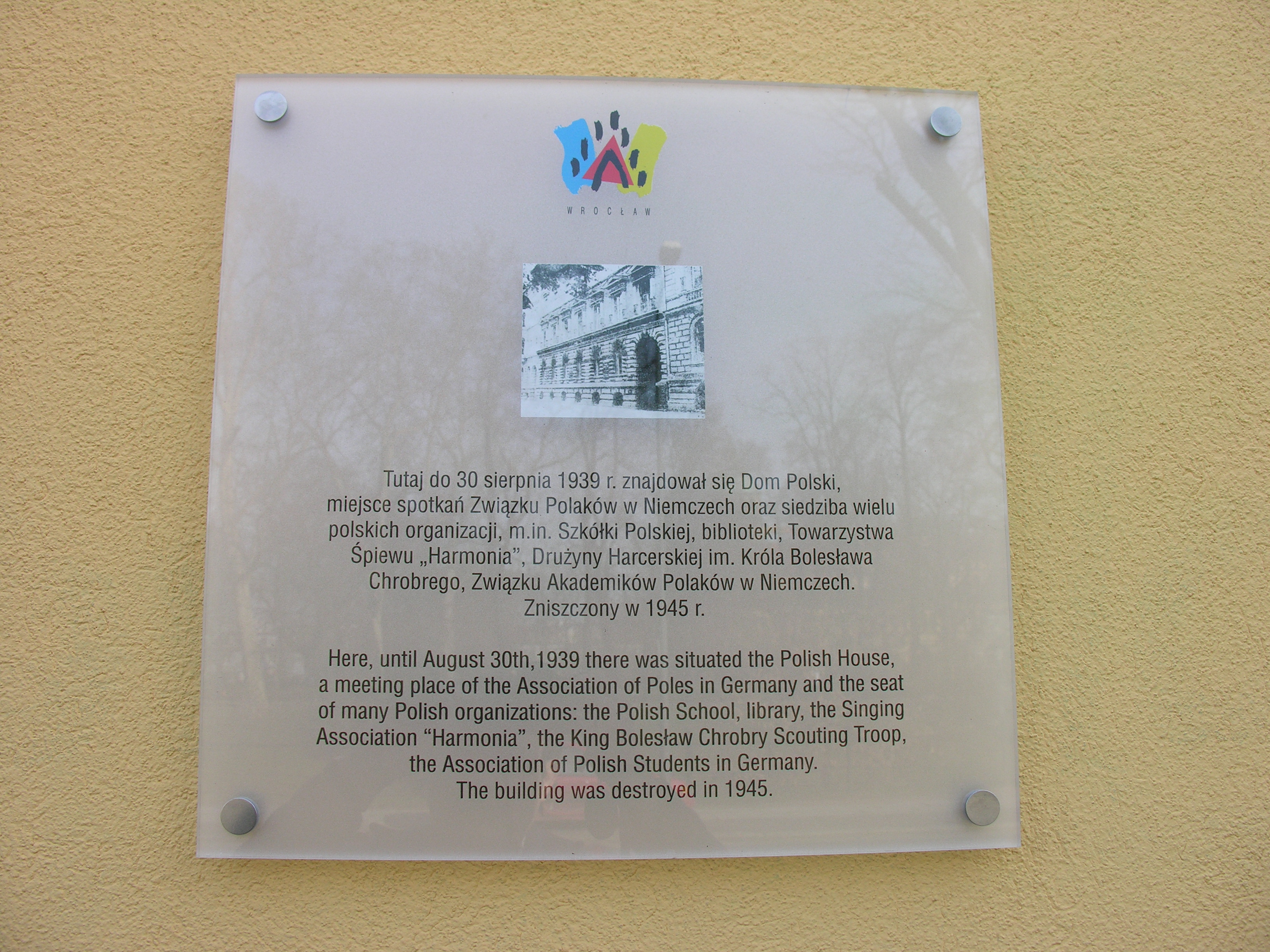
Tablica upamiętniająca niezachowany Dom Polski we Wrocławiu przy ul. Podwale

Rozwój związku przypadł na trudny dla wszelkich mniejszości czas rozwoju nazizmu w Niemczech. Od początku działacze organizacji byli prześladowani, chociaż Hitler tolerował jej działanie w III Rzeszy, obawiając się, że w razie ostrzejszych represji władze w Polsce ograniczą również prawa mniejszości niemieckiej na terenie II RP. Wielu polskim działaczom, którzy otrzymali powołanie do Wehrmachtu, Gestapo wbijało pieczątkę „Achtung Pole!” – Uwaga Polak!. We wrześniu 1937 roku Gestapo zakazało członkom Związku Harcerstwa Polskiego w Niemczech noszenia mundurów harcerskich i lilijki z Rodłem oraz dekorowania zbiórek biało czerwonymi barwami.
W okresie międzywojennym dochodziło do wielu ataków oraz szykan wobec członków mniejszości polskiej na terenie III Rzeszy.
Na Śląsku Opolskim w miejscowości Wielkie Borki dnia 30 listopada 1938 roku nieznani sprawcy o godzinie 22:15 dokonali napadu na lokal polskiej szkoły, w chwili gdy odbywało się tam spotkanie Towarzystwa Młodzieży Polsko-Katolickiej. Sprawcy wybili kamieniami 6 szyb. Z kolei opolskie Gestapo nakazało proboszczowi Melcowi ze Starego Koźla opuszczenie terenu niemieckiego Górnego Śląska do dnia 12 stycznia 1938 roku. Zakaz dotyczył również osiedlenia się na terenie przygranicznym. W sprawie wydalenia księdza ZPwN interweniował u prezydenta rejencji w Opolu, a w wyniku braku reakcji w Ministerstwie Spraw Wewnętrznych Rzeszy i Prus.
Wszyscy członkowie Związku Polaków w Niemczech wpisywani byli na specjalną listę „wrogów Rzeszy”, tzw. Sonderfahndungsbuch Polen, przygotowaną przez kontrwywiad służby bezpieczeństwa SS, tzw. Sicherheitsdienst w Berlinie. Na jej podstawie przeprowadzano masowe aresztowania polskiej inteligencji oraz dokonywano czystek etnicznych ramach w operacji Tannenberg i Intelligenzaktion. Władze niemieckie przygotowały jeszcze przed wojną policyjne tzw. „akcje specjalne”, wymierzone w mniejszość polską zamieszkałą na terenie Niemiec. W piątek 25 sierpnia 1939 roku niemiecka policja aresztowała wszystkich uczniów polskiego gimnazjum w Kwidzynie w wieku od lat 9 do 17, których wraz z nauczycielami skierowano do tzw. „obozu ochronnego”. Z chwilą wybuchu II wojny światowej Związek został zdelegalizowany przez władze III Rzeszy, jego majątek skonfiskowany, część działaczy rozstrzelano, a ok. 1200 członków uwięziono w obozach koncentracyjnych, głównie w Hohenbruch, Mauthausen-Gusen i Sachsenhausen.

## Prezesi[18]

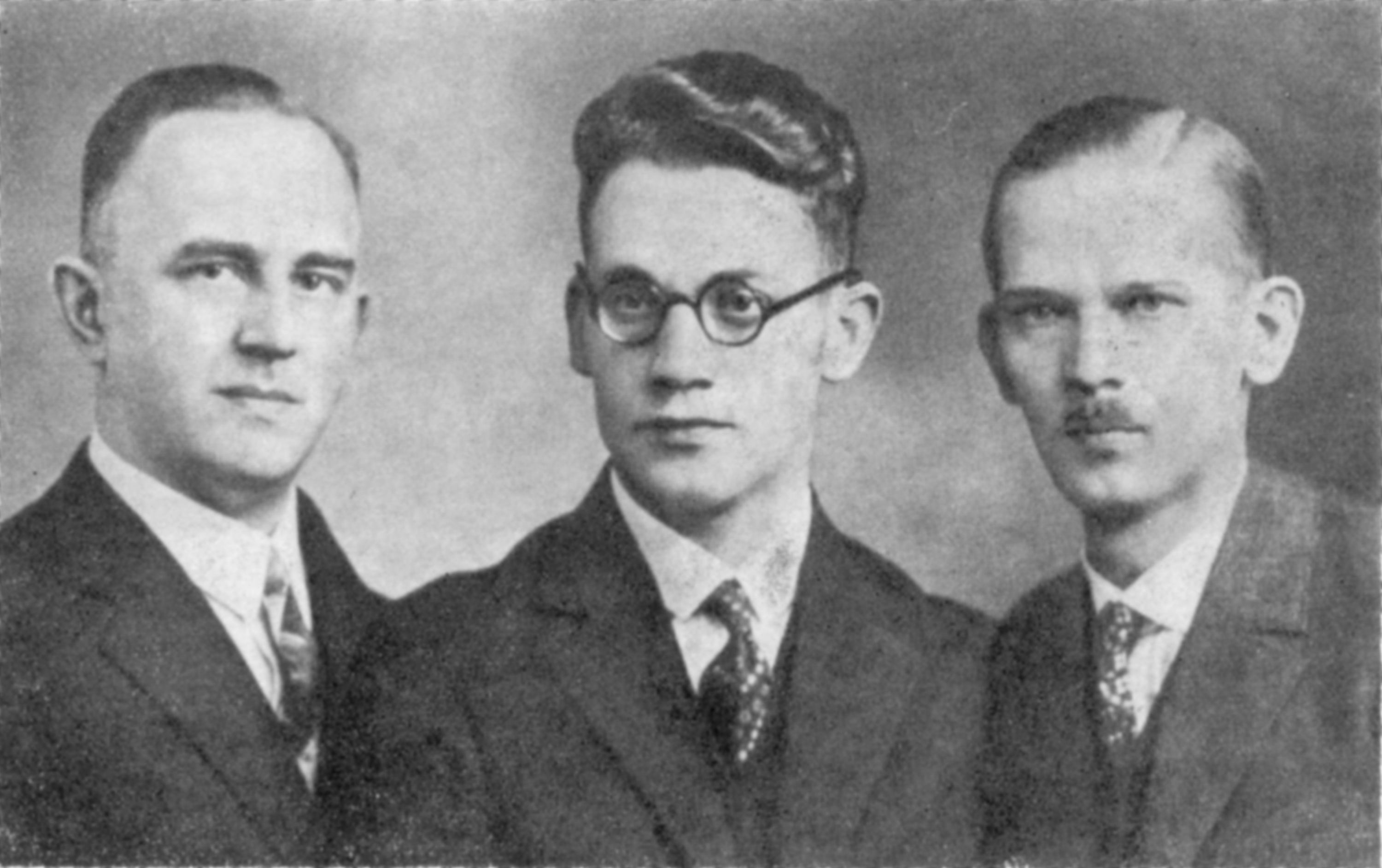
Przywódcy Związku Polaków w Niemczech, od lewej: Stefan Szczepaniak, Jan Kaczmarek i Józef Michałek

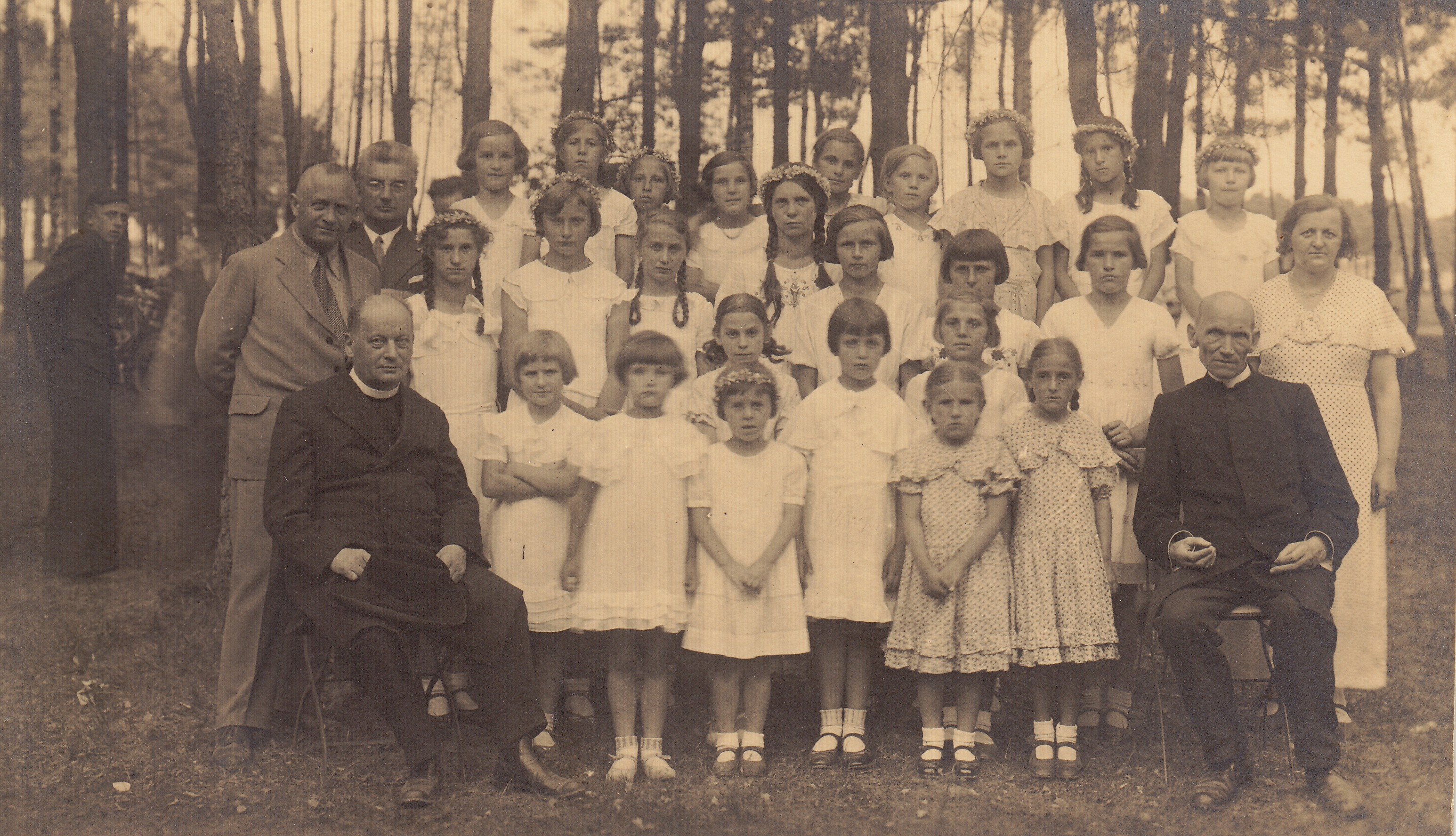
Uczennice szkoły polskiej w Złotowie, ok. 1935 r.; po lewej siedzi, z kapeluszem na kolanach, ks. Bolesław Domański (prezes ZPwN), za nim stoi kurator Józef Mozolewski, a za nim (w okularach) dyrektor tej szkoły Juliusz Zieliński; po prawej siedzi ks. Maksymilian Grochowski, za nim stoi nauczycielka Maria Zientara-Malewska

- 3 grudnia 1922 – 9 lutego 1933: Stanisław Sierakowski
- 9 lutego 1933 – 21 kwietnia 1939: ks. Bolesław Domański
- 21 kwietnia 1939 – wrzesień 1939: p.o. Stefan Szczepaniak
- 3 czerwca 1951 – 6 marca 1964: Stefan Szczepaniak
- 22 listopada 1964 – 23 sierpnia 1969: ks. Józef Franciszek Styp-Rekowski
- 15 marca 1970 – 1988: ks. Edmund Forycki
- 20 marca 1988 – 18 marca 1991: Teodor Wesołowski
- 1991–1993: S. Jabłoński
- 1993–1997: Tadeusz Hyb
- 1997 – 22.02.2004: Józef Młynarczyk
- 22.02.2004 – maj 2009: Zdzisław Duda
- czerwiec 2009 – 06.03.2010: p.o. Marek Wójcicki
- 06.03.2010 – 01.05.2013: Marek Wójcicki
- od 01.05.2013: Josef Hilarius Malinowski

## Znani działacze
- Edmund Osmańczyk – publicysta, w latach 1932–1935 redaktor pisma „Młody Polak w Niemczech”, od 1934 do 1939 kierował Centralą Prasową Związku Polaków w Niemczech
- Jan Kaczmarek – dr prawa i ekonomii, w latach 1922–1939 Sekretarz Generalny i Kierownik Naczelny Centrali Związku Polaków w Niemczech
- Brunon Openkowski – radca prawny, publicysta, syndyk oraz działacz w Związku Polaków w Niemczech
- Janina Kłopocka – artystka, autorka Rodła

## Odznaczenia związkowe
Odznaczeniami ZPwN są m.in.:
- Odznaka członkowska ZPwN
- Medal Wiary i Wytrwania
- Odznaka Zasłużony dla Związku Polaków w Niemczech
- Medal Rodła ZPwN
- Honorowy tytuł Ambasador Rodła
- List Gratulacyjny
- Odznaka Honorowa + Dyplom
- Medal okolicznościowy ZPwN
- Rodło Młodych Polaków

## Upamiętnienie

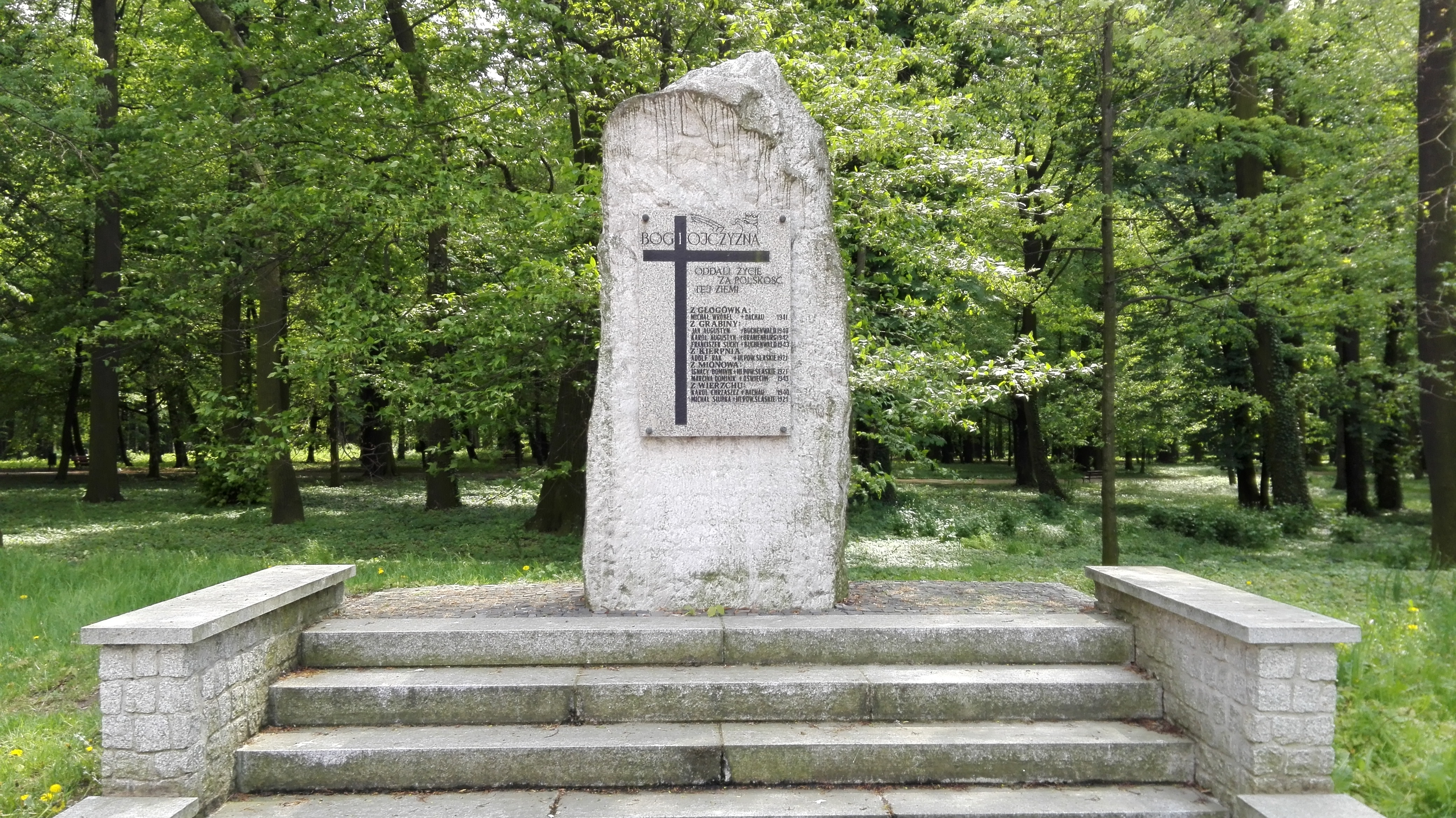
Pomnik Związku Polaków w Niemczech w Parku Miejskim w Prudniku

Z okazji 60-lecia Związków Polaków w Niemczech Poczta Polska 20 lipca 1982 wydała okolicznościowy znaczek (numer katalogowy 2667).
Uchwałą z 7 grudnia 2017 Senat RP IX kadencji zdecydował o ustanowieniu roku 2018 Rokiem Prawd Polaków spod Znaku Rodła.

## Odznaczenia
- Odznaka Honorowa za Zasługi dla Polonii i Polaków za Granicą (2023)[21]